# Акушинский район
Акуши́нский район — административно-территориальная единица и муниципальное образование (муниципальный район) в составе Республики Дагестан Российской Федерации.
Административный центр — село Акуша.

## География
Расположен во внутренне-горном Дагестане. Граничит на севере с Левашинским, на востоке — с Дахадаевским и Сергокалинским, на юге — с Кулинским и Дахадаевским, на западе — с Кулинским и Лакским районами Дагестана.
Расстояние от районного центра с. Акуша до столицы Республики Дагестан г. Махачкала составляет 132 км. Населённые пункты района в основном расположены на высоте 1500—2000 м. над уровнем моря, а сёла Кулиямахи, Гиягарамахи, Караямахи расположены на высоте 2000—3000 м. над уровнем моря. Наивысшая точка, гора Шунудаг, находится на границе Акушинского и Кулинского районов (2963 м над уровнем моря).
По территории района протекает река Акуша (Акушинка), которая имеет множество притоков. Территория района относится к бассейну р. Сулак. Река Акушинка мелеет зимой, многоводна в апреле-мае, паводки бывают летом. Основные почвы района: горно-луговые. Растительность: послелесные луга, высокогорные сосново-берёзовые леса. В районе водятся редкие, охраняемые звери и птицы: рысь, серна, улар.

## История
Археологические памятники свидетельствуют, что современная территория даргинцев была освоена еще в каменный век. В Акушинском районе были обнаружены 5 нижнепалеолитических местонахождений, 15 памятников последнего периода каменного века – неолита, при этом по последним находкам понятно, что территория района была населена людьми уже с олдувайской эпохи.
До вхождения в состав Российской Империи в начале XIX века, территория современного Акушинского района была центром союза сельских общин — Акуша-Дарго. В Акушинский союз входило несколько вольных горских обществ, населённых преимущественно даргинцами: Акушинское, Мекегинское, Мугинское, Урахинское, Усишинское, Цудахарское и другие. Каждое из вольных горских обществ управлялось духовным лицом — кадием, которое избиралось населением, а акушинский кадий считался главой союза.
21 декабря 1819 года Акуша была захвачена отрядом под командованием А. П. Ермолова, а население Акушинского союза было приведено к покорности российскому Императору.
1 сентября 1934 года Президиум ВЦИК постановил «Образовать Акушинский национальный (даргинский) район с центром в селении Акуши, в состав Верхне-Мулебки-Махинского сельсовета, Коркмас-Калинского района; Акушинского, Алихан-Махинского, Аматерк-Махинского, Балхарского, Бурхимского, Гапшиминского, Гарх-Махинского, Гентынского, Гибинского, Гулебды-Махинского, Мухинского, Панах-Махинского, Тантинского, Улигаданского и Усишинского сельсоветов Левашинского района, а также Нахкинского, Нацинского и Цутнинского сельсоветов, Ураринского района»
Указом Президиума Верховного Совета РСФСР от 1 февраля 1963 года район ликвидирован с передачей территории укрупнённому Левашинскому сельскому району.
Указом Президиума Верховного Совета РСФСР от 12 января 1965 года восстановлен в прежних границах.

## Население
| 1939    | 1959    | 1970    | 1979    | 1989    | 2002    | 2009    | 2010    | 2011    | 2012    | 2013    |
| ------- | ------- | ------- | ------- | ------- | ------- | ------- | ------- | ------- | ------- | ------- |
| 34 427  | ↘26 349 | ↗34 515 | ↗36 691 | ↘35 342 | ↗52 455 | ↘52 362 | ↗53 558 | ↘53 359 | ↘53 272 | ↘53 135 |
| 2014    | 2015    | 2016    | 2017    | 2018    | 2019    | 2020    | 2021    | 2023    | 2024    | 2025    |
| ↘52 812 | ↗53 060 | ↗53 250 | ↘53 128 | ↘53 104 | ↗53 285 | ↗53 369 | ↗54 136 | ↗54 337 | ↗54 864 | ↗55 249 |

### Национальный состав
Практически во всех сёлах района преобладают даргинцы, за исключением сёл Балхар, Кули, Уллучара и Цуликана, в которых проживают лакцы.
По данным Всероссийской переписи населения 2021 года::
| Народ      | Численность, чел. | Доля от всего населения, % |
| ---------- | ----------------- | -------------------------- |
| даргинцы   | 52 249            | 96,51 %                    |
| лакцы      | 1 726             | 3,19 %                     |
| другие     | 94                | 0,17 %                     |
| не указали | 67                | 0,12 %                     |
| всего      | 54 136            | 100,00 %                   |

### Известные уроженцы
- Родившиеся в Акушинском районе

## Территориальное устройство
Акушинский район в рамках административно-территориального устройства включает сельсоветы и сёла.
В рамках организации местного самоуправления в одноимённый муниципальный район входят 25 муниципальных образований со статусом сельского поселения, которые соответствуют сельсоветам и сёлам.
| №  | Сельское поселение          | Административный центр | Количество населённых пунктов | Население (чел.) | Площадь (км²) |
| -- | --------------------------- | ---------------------- | ----------------------------- | ---------------- | ------------- |
| 1  | сельсовет Акушинский        | село Акуша             | 12                            | ↗12 347          | 29,34         |
| 2  | сельсовет Алиханмахинский   | село Алиханмахи        | 2                             | ↘643             | 8,35          |
| 3  | село Аметеркмахи            | село Аметеркмахи       | 1                             | ↗2506            | 4,17          |
| 4  | сельсовет Балхарский        | село Балхар            | 2                             | ↘989             | 8,24          |
| 5  | сельсовет Бургимакмахинский | село Бургимакмахи      | 7                             | ↗4847            | 16,61         |
| 6  | село Бутри                  | село Бутри             | 1                             | ↗1090            | 8,52          |
| 7  | село Верхние Мулебки        | село Верхние Мулебки   | 1                             | ↗1528            | 8,65          |
| 8  | село Гапшима                | село Гапшима           | 1                             | ↗1765            | 11,07         |
| 9  | село Геба                   | село Геба              | 1                             | ↗667             | 3,98          |
| 10 | село Герхмахи               | село Герхмахи          | 1                             | ↗2102            | 8,12          |
| 11 | село Гинта                  | село Гинта             | 1                             | ↗1437            | 15,21         |
| 12 | сельсовет Дубримахинский    | село Дубримахи         | 10                            | ↗1939            | 18,54         |
| 13 | село Кавкамахи              | село Кавкамахи         | 1                             | ↘1520            | 10,47         |
| 14 | сельсовет Кассагумахинский  | село Кассагумахи       | 11                            | ↘719             | 11,75         |
| 15 | село Куркимахи              | село Куркимахи         | 1                             | ↗378             | 5,82          |
| 16 | село Муги                   | село Муги              | 1                             | ↗3052            | 10,87         |
| 17 | сельсовет Нахкинский        | село Нахки             | 3                             | ↘564             | 5,60          |
| 18 | сельсовет Нацинский         | село Наци              | 8                             | ↗1034            | 6,85          |
| 19 | село Танты                  | село Танты             | 1                             | ↗886             | 5,32          |
| 20 | сельсовет Тебекмахинский    | село Тебекмахи         | 3                             | ↗3500            | 11,78         |
| 21 | село Уллучара               | село Уллучара          | 1                             | ↗405             | 7,26          |
| 22 | сельсовет Урхучимахинский   | село Урхучимахи        | 3                             | ↗4204            | 13,19         |
| 23 | сельсовет Усишинский        | село Усиша             | 2                             | ↗4415            | 12,14         |
| 24 | сельсовет Цугнинский        | село Цугни             | 3                             | ↘1565            | 17,14         |
| 25 | сельсовет Шуктынский        | село Шукты             | 2                             | ↗929             | 14,35         |

## Населённые пункты
В районе 80 сельских населённых пунктов:
| №  | Населённый пункт  | Тип  | Население | Сельское поселение          |
| -- | ----------------- | ---- | --------- | --------------------------- |
| 1  | Аймалабек         | село | ↗2        | сельсовет Дубримахинский    |
| 2  | Айникабмахи       | село | ↗457      | сельсовет Акушинский        |
| 3  | Акуша             | село | ↘4599     | сельсовет Акушинский        |
| 4  | Алиханмахи        | село | ↘591      | сельсовет Алиханмахинский   |
| 5  | Аметеркмахи       | село | ↗2589     | село Аметеркмахи            |
| 6  | Арассамахи        | село | ↗30       | сельсовет Нахкинский        |
| 7  | Ахсакадамахи      | село | ↘185      | сельсовет Бургимакмахинский |
| 8  | Байкатмахи        | село | ↗166      | сельсовет Дубримахинский    |
| 9  | Балхар            | село | ↘909      | сельсовет Балхарский        |
| 10 | Бергеинзи         | село | ↗137      | сельсовет Акушинский        |
| 11 | Бикаламахи        | село | ↗78       | сельсовет Кассагумахинский  |
| 12 | Буккамахи         | село | ↗81       | сельсовет Кассагумахинский  |
| 13 | Бургимакмахи      | село | ↗1398     | сельсовет Бургимакмахинский |
| 14 | Бургимахи         | село | ↗224      | сельсовет Дубримахинский    |
| 15 | Бутри             | село | ↗1094     | село Бутри                  |
| 16 | Верхние Мулебки   | село | ↗1581     | село Верхние Мулебки        |
| 17 | Верхний Кавкамахи | село | ↗506      | сельсовет Бургимакмахинский |
| 18 | Верхний Камкамахи | село | ↘55       | сельсовет Алиханмахинский   |
| 19 | Верхний Каршли    | село | ↘132      | сельсовет Кассагумахинский  |
| 20 | Верхний Чиамахи   | село | ↘44       | сельсовет Кассагумахинский  |
| 21 | Гандарамахи       | село | ↘186      | сельсовет Акушинский        |
| 22 | Гапшима           | село | ↗1765     | село Гапшима                |
| 23 | Геба              | село | ↗682      | село Геба                   |
| 24 | Герхмахи          | село | ↗2144     | село Герхмахи               |
| 25 | Гинта             | село | ↗1435     | село Гинта                  |
| 26 | Гиягарамахи       | село | ↗112      | сельсовет Нацинский         |
| 27 | Гуладтымахи       | село | ↗486      | сельсовет Тебекмахинский    |
| 28 | Гулебки           | село | ↘330      | сельсовет Цугнинский        |
| 29 | Гумрамахи         | село | ↗844      | сельсовет Акушинский        |
| 30 | Гуннамахи         | село | ↘39       | сельсовет Кассагумахинский  |
| 31 | Дубримахи         | село | ↘268      | сельсовет Дубримахинский    |
| 32 | Зильмукмахи       | село | ↘321      | сельсовет Усишинский        |
| 33 | Инзимахи          | село | ↗1556     | сельсовет Акушинский        |
| 34 | Кавкамахи         | село | ↗1582     | село Кавкамахи              |
| 35 | Каддамахи         | село | ↗96       | сельсовет Кассагумахинский  |
| 36 | Какмахи           | село | ↗712      | сельсовет Бургимакмахинский |
| 37 | Камкадамахи       | село | ↗308      | сельсовет Дубримахинский    |
| 38 | Карашимахи        | село | ↘20       | сельсовет Кассагумахинский  |
| 39 | Караямахи         | село | ↗71       | сельсовет Нацинский         |
| 40 | Карша             | село | ↗1276     | сельсовет Акушинский        |
| 41 | Кассагумахи       | село | ↘115      | сельсовет Кассагумахинский  |
| 42 | Кертукмахи        | село | ↗697      | сельсовет Акушинский        |
| 43 | Кубримахи         | село | ↗24       | сельсовет Нацинский         |
| 44 | Кули              | село | ↘119      | сельсовет Балхарский        |
| 45 | Кулиямахи         | село | ↗245      | сельсовет Нацинский         |
| 46 | Куримахи          | село | ↗1208     | сельсовет Урхучимахинский   |
| 47 | Куркаби           | село | ↘183      | сельсовет Тебекмахинский    |
| 48 | Куркимахи         | село | ↘371      | село Куркимахи              |
| 49 | Муги              | село | ↗3002     | село Муги                   |
| 50 | Мурлатинамахи     | село | ↗32       | сельсовет Нацинский         |
| 51 | Нахки             | село | ↘387      | сельсовет Нахкинский        |
| 52 | Наци              | село | ↗164      | сельсовет Нацинский         |
| 53 | Нижний Каршли     | село | ↘78       | сельсовет Кассагумахинский  |
| 54 | Нижний Чиамахи    | село | ↘22       | сельсовет Кассагумахинский  |
| 55 | Семгамахи         | село | ↗1010     | сельсовет Акушинский        |
| 56 | Танты             | село | ↗906      | село Танты                  |
| 57 | Тебекмахи         | село | ↗2646     | сельсовет Тебекмахинский    |
| 58 | Тузламахи         | село | ↗208      | сельсовет Нацинский         |
| 59 | Узнимахи          | село | ↘881      | сельсовет Бургимакмахинский |
| 60 | Уллучара          | село | ↘403      | село Уллучара               |
| 61 | Ургани            | село | ↗496      | сельсовет Цугнинский        |
| 62 | Ургубамахи        | село | ↗1258     | сельсовет Акушинский        |
| 63 | Уржагимахи        | село | ↗175      | сельсовет Нацинский         |
| 64 | Урхулакар         | село | ↘30       | сельсовет Кассагумахинский  |
| 65 | Урхучимахи        | село | ↗2530     | сельсовет Урхучимахинский   |
| 66 | Усиша             | село | ↗3978     | сельсовет Усишинский        |
| 67 | Уцулимахи         | село | ↗173      | сельсовет Нахкинский        |
| 68 | Хажнимахи         | село | ↘130      | сельсовет Дубримахинский    |
| 69 | Хенклакар         | село | ↘13       | сельсовет Дубримахинский    |
| 70 | Церхимахи         | село | ↗840      | сельсовет Акушинский        |
| 71 | Цугни             | село | ↗759      | сельсовет Цугнинский        |
| 72 | Цуликана          | село | ↗298      | сельсовет Шуктынский        |
| 73 | Цундимахи         | село | ↘320      | сельсовет Дубримахинский    |
| 74 | Цунимахи          | село | ↘388      | сельсовет Урхучимахинский   |
| 75 | Чанкаламахи       | село | ↘95       | сельсовет Акушинский        |
| 76 | Чинимахи          | село | ↘831      | сельсовет Бургимакмахинский |
| 77 | Шинкбалакада      | село | ↘285      | сельсовет Дубримахинский    |
| 78 | Шукты             | село | ↗634      | сельсовет Шуктынский        |
| 79 | Шумхримахи        | село | ↗188      | сельсовет Дубримахинский    |
| 80 | Яраймахи          | село | ↗153      | сельсовет Бургимакмахинский |

### Упразднённые населённые пункты
- Панахмахи.

## Археология
У хутора Айникаб находится раннепалеолитическая стоянка Айникаб-1. Результаты мезо-микроморфологического исследования, а также показатели анализа магнитной восприимчивости позволяют интерпретировать один из археологических объектов слоя 13 на стоянке Айникаб-1, как следы кострища, датируемого, вероятно, временем около 1,7 млн л. н., но не позднее 1,24 млн лет назад.
Также на территории Акушинского района на водоразделе рек Акуша и Усиша находятся раннепалеолитические стоянки Мухкай I и Мухкай II. Стоянка Мухкай II связана с западным бортом водораздела (правый берег реки Акуши), стоянка Мухкай I находится у восточного края водораздела в долине реки Цианшура (короткого притока реки Усиша) в 100 метрах к северо-востоку от стоянки Мухкай II. Абсолютная высота памятников — 1619—1616 м над уровнем моря. Ближайший населённый пункт к стоянкам — окраинный выселок села Акуша Айникабмахи. На стоянке Мухкай II фауна млекопитающих близка к фауне из местонахождений Пуэбло де Вальверде (Испания), Сен-Валье и Сенез (Франция), Коста С. Джиакомо и Оливола (Италия), Ливенцовка (Ростовская область, Россия), Палан-Тюкан (Азербайджан) и Дманиси (Грузия), которые датируются временным интервалом от 2,1 до 1,76 млн лет назад. Коллекция кремнёвых изделий в слое 80 Мухкая II, содержащая находки чопперов и пиков как руководящих форм и многочисленных отщепов и обломков из кремня, скребков, ножей, орудий с шипами и т. д., методом сравнительной типологии определена, как принадлежащая к олдованской эпохе. В слое 80 отсутствуют  некорнезубые полёвки из триб Microtini и Lagurini, которые появляются в Северной Евразии во второй половине раннего плейстоцена, что даёт возможность датировать слой 80 первой половиной раннего плейстоцена до границы вилланий/бихарий (1,8 млн л. н.). Возраст фауны стоянки Мухкай 2а у основания хребта Лес не моложе 1,7 млн лет, и, возможно, древнее 2 млн лет. Стоянка Мухкай 2 слой 129 датируется возрастом от 2,5 до 1,9 млн млн лет назад. Акушинская свита делится на 5 переслаивающихся пачек крупнообломочного материала и мелкозёма. На стоянках Мухкай 1 и Мухкай 2 проведены палеомагнитные исследования на глубину 34 и 30 метров от дневной поверхности соответственно. Верхняя пачка на стоянках Мухкай 1-2 и Айникаб сопоставляется с субхроном Харамильо (0,90—1,06 млн л. н.). На стоянке Мухкай IIa на костях животных  найдены следы от каменных орудий. Животных разделывали не в жилищах, а в специально отведённых для этого местах.
Раскопки стоянок Мухкай 1 и Мухкай 2 показали, что на Северо-Восточном Кавказе олдован начал сменяться ашелем около 1 млн лет назад.
На стоянке Мухкай 2 выявлена кость с несколькими порезам, предположительно сделанными древними людьми.
В верхнепалеолитическом слое стоянки Мухкай II обнаружены два углублённых очага (до 40 см), заполненных углистой массой.
Кластер 1 (Мухкай-Гегалашур) включает разрезы стоянок Мухкай-1, Мухкай-2, Гегалашур. На стоянке Гегалашур 1, расположенной на гипсометрическом уровне, аналогичном тому, на котором расположен памятник Мухкай 2 слой 80, где кремнёвый инвентарь и фауна сохранились in situ, удалось получить представительную коллекцию кремнёвых изделий, характерных для эпохи олдувайской культуры.

## Комментарии
Комментарии
1. ↑  авар. ГIахъуша мухъ, агул. Акуша район, азерб. Aquşa rayonu, дарг. Ахъушала къатI, кум. Акуша якъ, лак. Ахьушала кIану, лезг. Акуша район, ног. Акуша район, рут. Акуша район, таб. Акуша район, татск. Акуша район, цахур. Акуша район, чечен. Акушан кIошт.
2. ↑  Согласно конституции Дагестана, государственными языками на территории республики являются — русский, аварский, агульский, азербайджанский, даргинский, кумыкский, лакский, лезгинский, ногайский, рутульский, табасаранский, татский, цахурский и чеченский языки.